# Іса (Наварра)
Іса, Іца (ісп. Iza (офіційна назва), баск. Itza) — муніципалітет в Іспанії, у складі автономної спільноти Наварра. Населення — 982 особи (2009).
Муніципалітет розташований на відстані близько 310 км на північний схід від Мадрида, 7 км на захід від Памплони.
На території муніципалітету розташовані такі населені пункти: (дані про населення за 2009 рік)
- Агінага: 19 осіб
- Альдаба: 82 особи
- Альдас: 2 особи
- Аріс: 22 особи
- Атондо: 31 особа
- Сія: 33 особи
- Ерісе: 49 осіб
- Гуліна: 51 особа
- Іса: 123 особи
- Ларумбе: 62 особи
- Лете: 32 особи
- Очові: 36 осіб
- Ордеріс: 1 особа
- Сараса: 116 осіб
- Сарасате: 32 особи
- Суасті: 291 особа

## Демографія
Динаміка населення (INE ):

## Галерея зображень

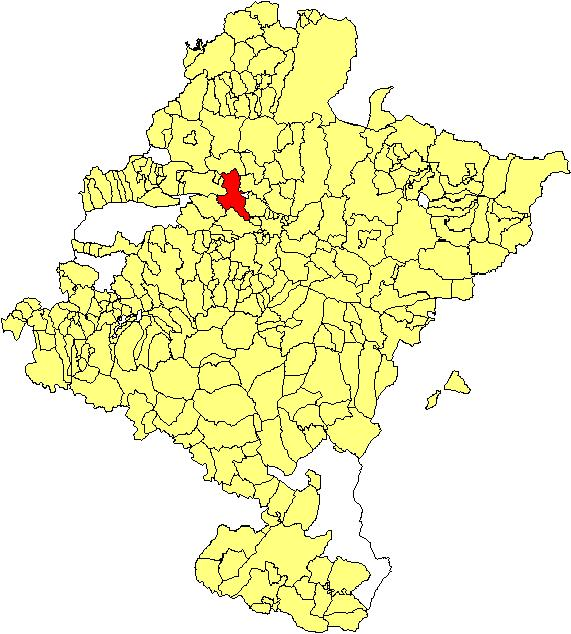
Розташування муніципалітету
Іса